# Messier 90
Messier 90 (auch als NGC 4569 bezeichnet) ist eine Balken-Spiralgalaxie im Sternbild Jungfrau auf der Ekliptik.
Die Galaxie ist ein Mitglied des Virgo-Galaxienhaufen und vermutlich an die Galaxie  IC 3583 gravitativ gekoppelt (Arp 76). Halton Arp gliederte seinen Katalog ungewöhnlicher Galaxien nach rein morphologischen Kriterien in Gruppen. Diese Galaxie gehört zu der Klasse Spiralgalaxien mit einem kleinen Begleiter hoher Flächenhelligkeit auf einem Arm (Arp-Katalog).
Messier 90 ist eine Galaxie vom Typ Sab in der Hubble-Sequenz, scheint aber für eine Galaxie dieses Typs recht alt zu sein. Die Galaxie weist keine Sternentstehungsgebiete auf, und man geht daher davon aus, dass die Galaxie sich in ein linsenförmiges System ohne Spiralarme vom Typ S0 entwickeln wird.
Die Entfernung wurde verschiedentlich, überwiegend mithilfe der Tully-Fisher-Beziehung bestimmt, wobei sich Werte von 9,3 bis 16,8 Mpc ergeben.
Im Gegensatz zur ähnlich großen Galaxie Messier 89, die nur 0,6° südlich liegt, bewegt sie sich mit fast ebenso großer Geschwindigkeit auf uns zu. Dies kann durch die Dynamik des sehr massereichen Virgo-Haufens erklärt werden.
Die Galaxie wurde am 18. März 1781 von dem französischen Astronomen Charles Messier entdeckt.

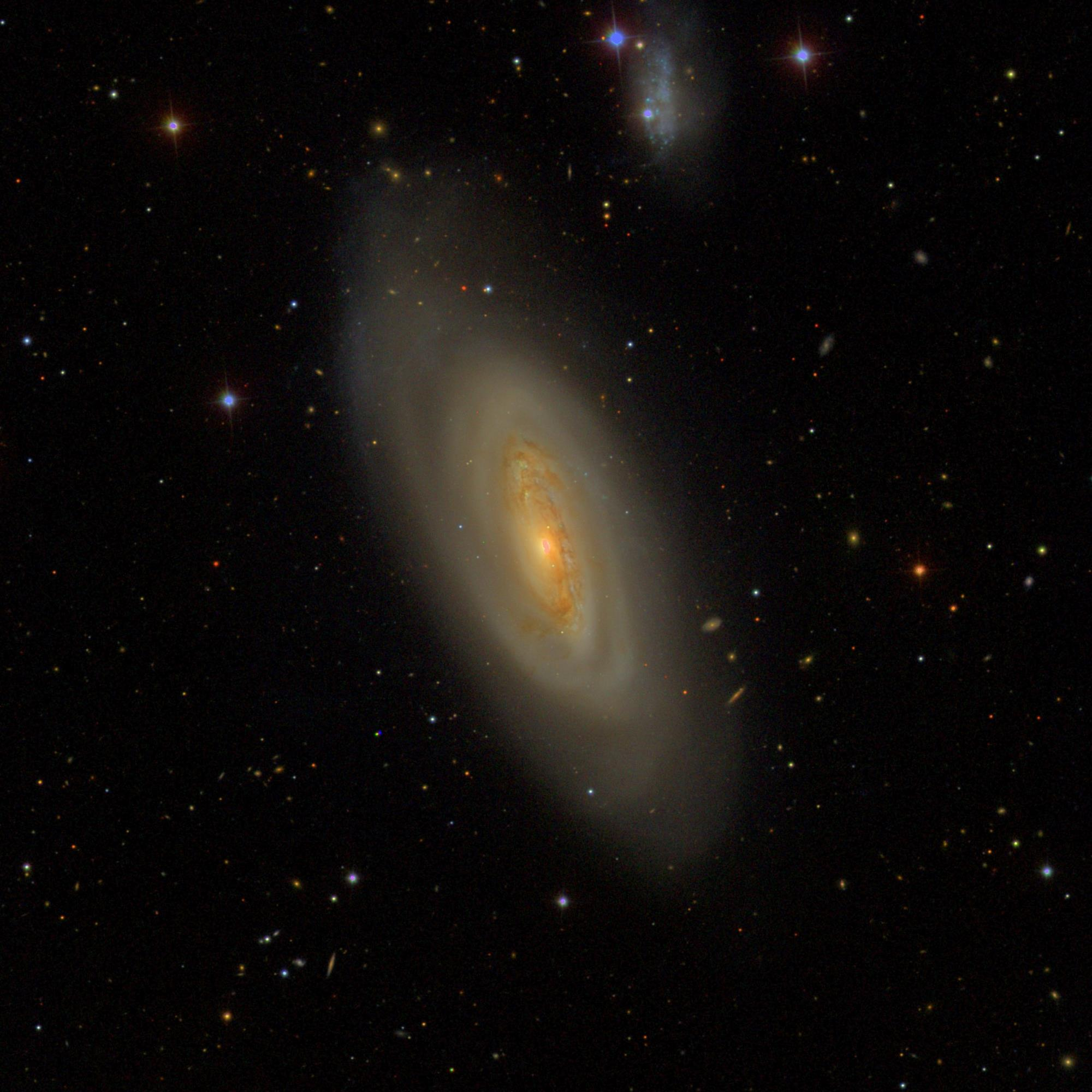
Messier 90 (mittig) und IC 3583 (oben), SDSS-Falschfarbenaufnahme: Sichtbarer Spektralbereich und nahes Infrarot, Bildwinkel 14' x 14'
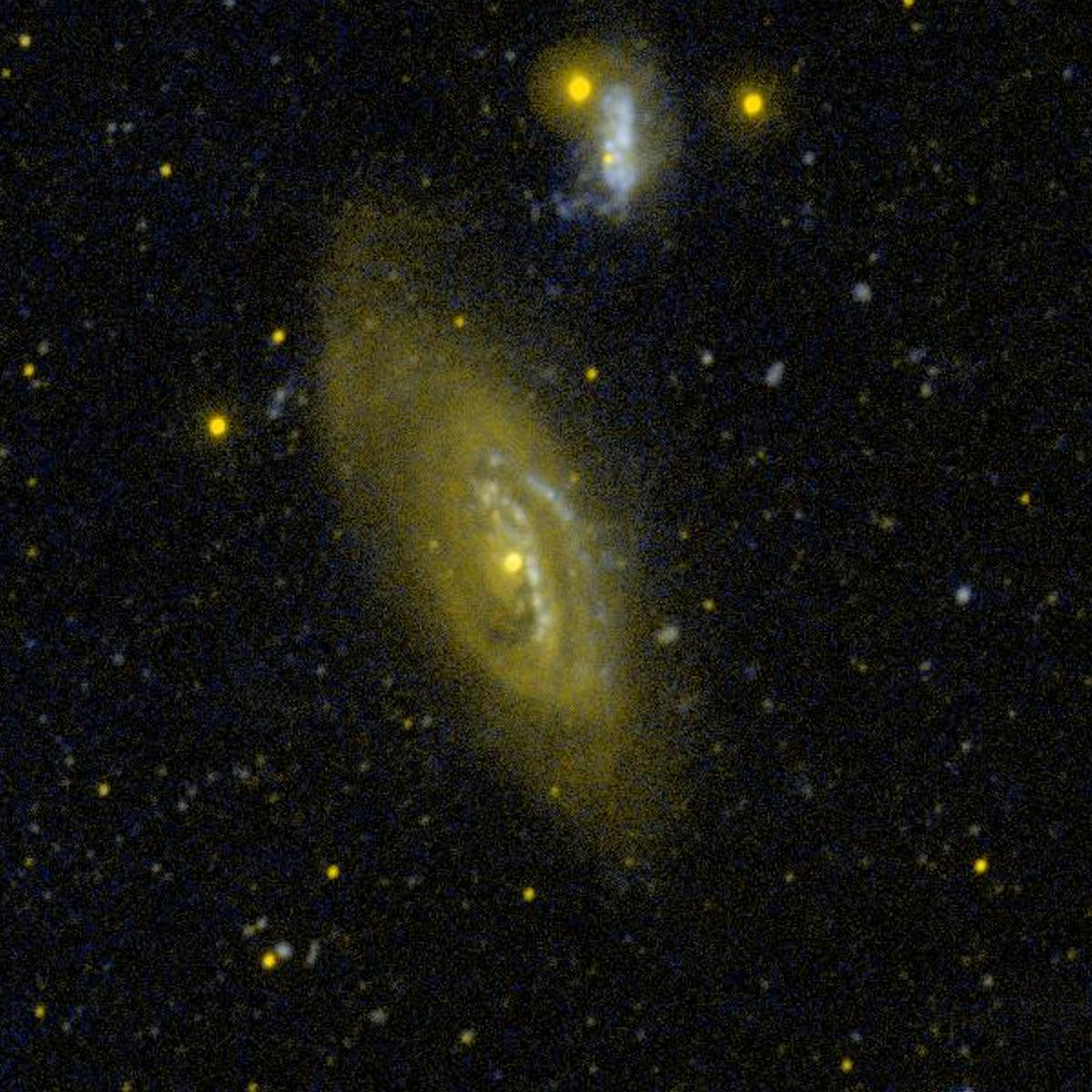
Messier 90 (mittig) und IC 3583 (oben), Aufnahme der Ultraviolettstrahlung, GALEX